# 旺赛夫
旺赛夫（1975年6月20日—），全名为旺赛夫鲁丁·旺詹，马来西亚政治人物，现任槟城打昔汝莪国会议员，曾经担任土著团结党兼国民联盟宣传主任。曾为国家高等教育基金局主席，《希望联盟宣言》作者。

## 政治生涯
旺赛夫在参政前，曾在与森美兰最高统治者端姑慕力兹共同创办的智库民主与经济事务研究院中担任行政总裁。
2018年2月，旺赛夫加入了土著团结党并在3月出任党战略政策局副主任。5月的大选时代表希望联盟在吉打本同上阵，虽未当选，但希望联盟成功实现了政党轮替，旺赛夫随即在6月受聘为教育部长马智礼的特别顾问，并受委为国家高等教育基金局主席。8月，旺赛夫出任土团党宣传主任。
2019年1月，玻璃市州土团党爆发内讧，土团党玻州主席阿米尔撤除了旺赛夫的州秘书职，原因有“13条罪”，旺赛夫则反指玻州党领导层涉及“作假账”嫌疑，并得到该州党青年团的声援，土团党中央最后接管了玻州的党领导层，将其问题“内部解决”。
2020年喜来登政变后，旺赛夫在国民联盟政府中的官职与党职保持不变。2021年底土团党的首相慕尤丁下台后，旺赛夫继续担任高等教育基金主席直到2022年6月卸任为止。
2022年大选时，旺赛夫在槟城代表国民联盟守住了打昔汝莪国会议席。该议席原属于国阵巫统，但其国会议员沙布丁后来投靠了土著团结党。
2023年2月22日，辞去土著团结党宣传主任职。

## 选举
2018年第14届全国大选时，旺赛夫以人民公正党旗帜代表希望联盟及土著团结党竞选吉打本同国会议席，但在四角战中以14,901票或23.94%得票率败给了伊斯兰党与巫统的候选人，只位居第三。
2022年第15届全国大选时，旺赛夫则以国民联盟旗帜代表土著团结党竞选槟城打昔汝莪国会议席，并在五角战中以31,116票或46.36%得票率力压其他对手，以12,252张多数票胜出。

### 参选成绩
| 年份                         | 选区               | 候选人 | 候选人           | 得票   | 得票率 | 对手                       | 对手                 | 得票   | 得票率 | 总票数 | 多数票（胜差） | 投票率 |
| ---------------------------- | ------------------ | ------ | ---------------- | ------ | ------ | -------------------------- | -------------------- | ------ | ------ | ------ | -------------- | ------ |
| 2018                         | 吉打 P011本同      |        | 旺赛夫（土团党） | 14,901 | 23.94% |                            | 阿旺哈欣（伊斯兰党） | 26,536 | 42.63% | 63,371 | 5,808          | 84.64% |
| 2018                         | 吉打 P011本同      |        | 旺赛夫（土团党） | 14,901 | 23.94% | 奥斯曼阿都（巫统）         | 20,728               | 33.30% |        | 63,371 | 5,808          | 84.64% |
| 2018                         | 吉打 P011本同      |        | 旺赛夫（土团党） | 14,901 | 23.94% | 阿都玛力玛纳夫（独立人士） | 81                   | 0.13%  |        | 63,371 | 5,808          | 84.64% |
| 2022                         | 檳城 P042 打昔汝莪 |        | 旺赛夫（土团党)  | 31,116 | 46.36% |                            | 尤索夫诺（巫统）     | 18,864 | 28.11% | 67,112 | 12,252         | 82.99% |
| 2022                         | 檳城 P042 打昔汝莪 |        | 旺赛夫（土团党)  | 31,116 | 46.36% | 聂阿都拉萨（诚信党）       | 16,547               | 24.66% |        | 67,112 | 12,252         | 82.99% |
| 2022                         | 檳城 P042 打昔汝莪 |        | 旺赛夫（土团党)  | 31,116 | 46.36% | 阿都哈林谢荣（祖国斗士党） | 406                  | 0.60%  |        | 67,112 | 12,252         | 82.99% |
| 2022                         | 檳城 P042 打昔汝莪 |        | 旺赛夫（土团党)  | 31,116 | 46.36% | 阿克玛阿兹哈（民兴党）     | 179                  | 0.27%  |        | 67,112 | 12,252         | 82.99% |
| 注：得票率是基于合格选票总数 |                    |        |                  |        |        |                            |                      |        |        |        |                |        |

## 爭議
2024年2月28日，旺赛夫在国会指控團結政府试图收买利诱旺賽夫，倒戈支持首相安华，包括提出170万令吉选区拨款的献议，以及摆平他所面对的貪腐及濫用職權案件接着再用苏丹依布拉欣的御詞批评安华滥权。3月5日，阿末扎希提呈动议冻结其议员资格6个月之后旺赛夫道歉，促使阿末扎希撤回提议。
2024年12月18日，旺赛夫表示，国会特权委员会的调查结果已确认，据称受到威胁和利诱以支持首相安华的声明并没有误导国会，并指出该调查结果是在下议院议长佐哈里阿都主持的委员会于9月6日至10日举行会议后做出的。旺赛夫也指出，他已向特权委员会出示所有证据，并已在9月6日供证时透露利诱者的身份。而国会特权委员会发现他的证词可能涉及刑事犯罪后，建议他向当局提供报告作进一步调查，以确定其有效性。

## 个人荣誉

### 封衔
- 聯邦直轄區
  -  联邦直辖区拿督勋章（PMW）- 拿督（2021年）